# Гудец, Михал
Михал Гудец (словац. Michal Hudec; род. 23 октября 1979, Братислава) — бывший словацкий хоккеист, нападающий. 4-кратный чемпион Словакии. Сейчас занимает должность ассистента главного тренера клуба «Братислава Кэпиталз».

## Карьера
Воспитанник хоккейной школы «Слован» (Братислава). Выступал за «Слован» (Братислава), ХК «Трнава», «Ватерлоо Блэк Хокс» (USHL), ХК «Всетин», ХК «Ческе Будеевице», ХК «Банска Быстрица», ХК «Нове Замки». В настоящее время является ассистентом главного тренера клуба «Братислава Кэпиталз».
В составе Словацкой экстралиге провел 537 матчей, набрал 331 очко (133+198), в Чешской экстралиге — 332 матча, набрал 164 очка (74+90).
В составе сборной Словакии провел 40 матчей (9 голов); участник чемпионата мира 2006 (3 матча, 1 гол). В составе молодежной сборной Словакии участник чемпионата мира 1999 (6 матчей, 1+1).

## Достижения
- Чемпион Словакии (2002, 2003, 2005, 2012)
- Серебряный призер чемпионата Словакии (2015)
- Бронзовый призер чемпионата Словакии (2001, 2011, 2014)
- Бронзовый призер чемпионата Чехии (2008)
- Бронзовый призер молодёжного чемпионата мира (1999)